# Гловюк, Сергей Николаевич
Серге́й Никола́евич Гловю́к (2 сентября 1958, Дрезден) — российский поэт, переводчик; член Союза писателей России.
Инициатор и автор-составитель поэтических антологий («Славянская поэзия. XX—XXI. Из века в век»; «Поэзия кириллических народов»). Организатор и руководитель международного фестиваля славянской поэзии «Поющие письмена».

## Биография
Окончил Литературный институт имени А. М. Горького. Работал обозревателем «Литературной газеты», шеф-редактором её приложений — «Евразийская муза» и «Многоязыкая лира России». Главный редактор альманаха «Литературное содружество. Из века в век».
Организатор и художественный руководитель международного фестиваля славянской поэзии «Поющие письмена» (Тверь, ежегодно с 2009).
Член Союза писателей России, почётный член союзов писателей Сербии, Македонии, Черногории. Живёт и работает в Москве.

## Общественная позиция
В 2022 году подписал письмо в поддержку российского военного вторжения на Украину.

## Творчество
Пишет стихи с 1970-х годов. Печатался в «Литературной газете», в журналах «Москва», «Юность» и других российских и зарубежных изданиях. Выпустил книги стихов «Глоток» (1991), «Точка возврата» (1997), «Старая монета» (2008).
Составитель поэтических антологий славянских литератур серии «Из века в век» в десяти томах.
Его стихи переведены на македонский, сербский, словацкий, румынский, чешский и другие языки; книги также изданы в переводах:
- «Уголки» и «Старая монета» — на македонском (в переводе Г.Тодоровского[макед.], 1997, 2009)
- «Точка возврата» — на румынском (в переводе Думитру М. Иона, 2002)
- «Сквозные кварталы» — на сербском (в переводе Златы Коцич[серб.], 2005)
- «Спряжение глаголов» — на сербском (в переводе Веры Хорват, 2010)➤
- на польском (в переводе А.Навроцкого[пол.], 2012)[8].

### Избранные сочинения
- Глоток: стихи / Сергей Гловюк. — М.: Центр ПРО, 1991.
- Точка возврата : стихи / Сергей Гловюк. — М.: ТОО Ключ, 1997.
- Старая монета : стихи / Сергей Гловюк. — М.: Изд-во Лит. ин-та, 2008.
- Мартовская метель : стихи / Сергей Гловюк. — Баку: Вектор, 2008.
- Открытое окно : стихи / Сергей Гловюк — М.: Изд-во Икар, 2018.
- Поэтические прогулки веселой компании с пением, фейерверками и брызгами фалериского. — 1995. — 46 с. — (Серия «Современные классики»). — (Содерж.: Авт.: А. Смогул, А. Климов, Е. Исаева, С. Касьянов, Н. Богатова, С. Гловюк, С. Строкань, И. Ермакова). — 300 экз. — ISBN 5-87206-189-5

антологии
- Навстречу солнцу : Макед. поэзия XIX—XX вв. в рус. пер. / Сост., [авт. предисл. и справок об авт.] С. Гловюк. — М. : Изд-во ТОО «Ключ», 1997. — 168 с. — ISBN 5-89569-001-7

Серия переводных антологий «Из века в век. Славянская поэзия XX—XXI»
- Из века в век: Iз віку в вік / [Сост., предисл., примеч. В. Г. Крикуненко ; Редкол. С. Н. Гловюк]. — М.: Пранат, 2004. — 799 с. — (Славянская поэзия XX—XXI). — (Из века в век / Пред. С. Н. Гловюк). — 1000 экз. — ISBN 5-94862-010-7
- Из века в век: Из века у век : [Пер. с серб. / Сост. С. Н. Гловюк, И. М. Числов]. — М.: Пранат, 2003. — 671 с. — (Славянская поэзия XX—XXI). — 1000 экз. — ISBN 5-94862-004-2
- Из века в век: Z veku do veku : Словацкая поэзия / [День славян. письменности и культур; сост. С. Н. Гловюк, Ю. Калницкий]. — М.: Пранат, 2006. — 527 с. — (Славянская поэзия XX—XXI). — (Серия «Из века в век» / редкол.: Б. В. Иванов и др.). — 1000 экз. — ISBN 5-94862-016-6
  -  — М.: Из века в век, 2015. — 527 с. — 1000 экз. — ISBN 978-5-905185-19-9
- Из века в век. Словенская поэзия = Iz veka v vek. Slovenska poezija : [стихотворения] / [сост. С. Н. Гловюк и др.]. — М.: Из века в век, 2015. — 495 с. — (Серия «Из века в век. Славянская поэзия XX—XXI»). — 1000 экз. — ISBN 978-5-905185-20-5
- Из века в век = Iz vijeka u vijek, Хорватская поэзия : [пер. с хорв / День славян. письменности и культуры; [сост. С. Н. Гловюк]. — М. : Пранат, 2007. — 607 с. — (Славянская поэзия XX—XXI). — (Серия «Из века в век» / пред. редкол. С. Н. Гловнюк). — 1000 экз. — ISBN 5-94862-018-2
  -  — М.: МАГИ «Из века в век», 2014. — 607 с. — 1000 экз. — ISBN 978-5-905185-10-6
- Из века в век = Z věku na věk : чешская поэзия / [сост., предисл., примеч. С. Н. Гловюк, Д. Добиаш]. — М.: Пранат, 2005. — 607 с. — (Славянская поэзия XX—XXI). — ISBN 5-94862-012-3
  -  — М.: Из века в век, 2015. — 607 с. — (Серия «Из века в век. Славянская поэзия XX—XXI»). — 1000 экз. — ISBN 978-5-905185-18-2
- Поэзия Македонии : [Стихотворения : Пер. с макед. / Сост., предисл., прим. С. Гловюка]. — М.: Радуга, 2002. — 351 с. — (Из века в век : Славянская поэзия XX—XXI). — 11000 экз. — ISBN 5-05-005501-6

Серия «Поэзия народов кириллической азбуки»
- Из века в век, Татарская поэзия / [сост.: Л. Р. Газизова и др.]. — М. ; Казань : МАГИ Из века в век, 2010. — 702 с. — (Поэзия народов кириллической азбуки / пред. редкол.: С. Н. Гловюк). — 3000 экз. — ISBN 978-5-85247-395-0
- Из века в век. Поэзия хантов, манси и ненцев / [День славян. письменности и культуры; сост. С. Н. Гловюк, С. Б. Мартовский, А. С. Тарханов]. — М.: Пранат, 2006. — 271 с. — (Из века в век). — (Поэзия народов кириллической азбуки). — 1000 экз. — ISBN 5-94862-017-4
- Из века в век : [к 75-летию Союза писателей Якутии / сост.: С. Н. Гловюк и др.]. — М.: Пранат, 2009. — 607 с. — (Поэзия народов кириллической азбуки / пред. редкол. и предисл.: С. Н. Гловюк ]). — 1000 экз. — ISBN 978-5-904419-03-5
  -  — М.: МАГИ «Из века в век», 2014. — 607 с. — (Поэзия народов кириллической азбуки). — (Серия «Из века в век» / редкол.: Л. А. Бекизова [и др.]). — 1000 экз. — ISBN 978-5-905185-09-0

Зарубежные издания
- Агли : Одбрани стихови / Сергеј Glovјуk; Препеал на македонски Гане Тодоровски. — Скопје; Мелбурн: Матица Македонска, 1997.
- Punct de intoarcere / Serghei Gloviuk; Talmaciri de Dumitru M. Ion. — Bucuresti: Ed. Academiei Internationale Orient-Occident, 2002.
- Промајни квартови / Сергеј Гловјук; Превела са руског Злата Коцич. — Смедерево; Београд: Арка: Радинг, 2005.
- Старата монета : Избрани песни / Сергеј Гловјук; избор перепеви и предговор Гане Тодоровски. — Македонија: Изданијата на мегународниот поетски фестивал Струшки вечери на поезијата, 2009.
- Sergej Glovjuk «PJESME» ZAGREB 2008 Izdavac Hrvatski P.E.N. Centar. Preveo Ficret Cacan
- Гловюк С. Н. Слагање времена = Спряжение глаголов / Сергеј Гловјук; прев. Вера Хорват. — Смедерево : Међународни фестивал поезије Смедеревска песничка јесен, 2010. — 77 с. — (Меридијани). — ISBN 978-86-84201-86-9

## Награды
- Большая литературная премия Союза писателей России — за составление и редактирование «Антологии якутской поэзии»[9]
- премия «Книга года» (Россия, 2010) — за антологию белорусской поэзии
- «Златно перо» (премия Союза писателей Македонии) — за переводы македонских авторов на русский язык[3][7]
- высшая премия Международной академии «Ориент-Оссидент» (Румыния)[3]
- «Повеле Морава» (премия Союза писателей и Министерства культуры Сербии)[3]